# Hans Vanaken
Hans Vanaken (* 24. srpna 1992 Neerpelt) je belgický profesionální fotbalista, který hraje na pozici ofensivního či středního záložníka za belgický klub Club Brugge KV a za belgický národní tým.

## Klubová kariéra
Vanaken je odchovancem belgického klubu Lommel SK. Mezi lety 2002 a 2006 hrál v akademii nizozemského PSV Eindhoven a následně se přesunul zpátky do Lommelu. V A-týmu debutoval 20. května 2010, a to při ligové prohře 0:1 s KAS Eupen. Svoji první branku v dresu Lommelu vstřelil 13. listopadu, když se střelecky prosadil při výhře 3:2 nad FC Brüssels. Svými výkony v druhé belgické soutěži na sebe upozornil a v roce 2013 přestoupil do prvoligového Lokerenu.
Svého debutu v Jupiler Pro League se dočkal 28. července 2013 a v utkání proti obhájcům titulu, RSC Anderlecht, se dvakrát střelecky prosadil při výhře 3:2. Vanaken byl jedním z klíčových hráčů Lokerenu už ve své první sezóně v klubu, a dovedl tým k výhře v belgickém poháru; 22. března 2014 asistoval na jedinou branku finále proti Zulte-Waregem, střelcem vítězné branky byl Alexander Scholz. V sezóně 2013/14 vstřelil 8 ligových branek a skončil třetí v anketě o nejlepšího hráče Jupiler Pro League (vítězem se stal Thorgan Hazard).

### Club Brugge
V červenci 2015 přestoupil Vanaken do Club Brugge KV za částku okolo 4,25 milionu euro. V klubu podepsal pětiletou smlouvu. V klubu debutoval 1. srpna 2015 ve druhém kole sezóny při výhře 3:0 nad KV Mechelen. Ihned prorazil do základní sestavy a ve své premiérové sezóně v klubu odehrál 36 ligových utkání a 10 brankami pomohl klubu k zisku 14. ligového titulu.
V následující sezóně vynechal jediné ligové utkání a vstřelil 9 branek. K obhajobě titulu scházelo Bruggám 7 bodů na první Anderlecht.
Dne 11. února 2018 si navlékl na paži poprvé kapitánskou pásku a gólem v zápase proti Waasland-Beveren zajistil klubu bod za remízu 1:1. V sezóně 2017/18 vstřelil Vanaken 21 gólů a nahrál na dalších 21, čímž pomohl klubu k zisku 15. ligového titulu a také k výhře v belgickém superpoháru. V květnu 2018 získal Vanaken ocenění Belgický fotbalista roku a 16. ledna 2019 byl zvolen nejlepším hráčem Jupiler Pro League za rok 2018.
Dne 6. listopadu 2018 se dvakrát prosadil do sítě AS Monaco při výhře 4:0 v zápase základní skupiny Ligy mistrů. Vanaken byl v květnu 2019 zvolen nejlepším hráčem belgické ligy za sezonu 2018/19, a obhájil tak své loňské prvenství.
Vanaken podepsal 9. srpna 2019 novou smlouvu s klubem, a to do léta 2024. 11. prosince 2019 vstřelil Vanaken gól v zápase Ligy mistrů proti Realu Madrid; Bruggy zápas nakonec prohrály 1:3 a v základní skupině skončily na konečném třetím místě.
Dne 15. ledna 2020 se Vanaken stal prvním hráčem od Jana Ceulemanse (v roce 1986), který dokázal obhájit vítězství v anketě Belgický fotbalista roku. V roce 2019 si na své konto připsal 20 vstřelených branek a přidal dalších 7 asistencí. V sezóně 2019/20 pomohl Bruggám 13 brankami k výhře v nejvyšší belgické soutěži, která byla předčasně ukončena v dubnu 2020 kvůli pandemii covidu-19.
Dne 20. května 2021 se Vanaken dvakrát prosadil do sítě Anderlechtu a zajistil klubu bod za remízu 3:3. Bod stačil Bruggám k zisku dalšího titulu v Jupiler Pro League. Dne 3. října 2021 odehrál své 300. utkání za Club Brugge,

## Reprezentační kariéra
Vanaken si odbyl svůj reprezentační debut 7. září 2018, když při výhře 4:0 nad Skotskem vystřídal Edena Hazarda.
Své první dva reprezentační gól Hanaken vstřelil 30. března 2021 při vysoké výhře 8:0 nad Běloruskem v rámci kvalifikace na Mistrovství světa 2022.
Dne 17. května 2021 byl Vanaken jedním ze dvou hráčů hrajících v Jupiler Pro League (spolu se svým spoluhráčem Simonem Mignoletem), kteří byli nominováni na závěrečný turnaj Euro 2020. Na turnaji, ve kterém Belgičané došli do čtvrtfinále, ve kterém padli s Itálií, nastoupil do jednoho utkání, a to když v nastavení druhého poločasu zápasu základní skupiny proti Finsku vystřídal Kevina De Bruyneho.

## Statistiky

### Klubové
K 10. dubnu 2022
| Klub        | Sezóna  | Liga               | Liga   | Liga | Pohár  | Pohár | Evropské poháry | Evropské poháry | Ostatní | Ostatní | Celkem | Celkem |
| Klub        | Sezóna  | Liga               | Zápasy | Góly | Zápasy | Góly  | Zápasy          | Góly            | Zápasy  | Góly    | Zápasy | Góly   |
| ----------- | ------- | ------------------ | ------ | ---- | ------ | ----- | --------------- | --------------- | ------- | ------- | ------ | ------ |
| Lommel      | 2009/10 | Tweede klasse      | 2      | 0    | 0      | 0     | —               | —               | —       | —       | 2      | 0      |
| Lommel      | 2010/11 | Tweede klasse      | 18     | 1    | 0      | 0     | —               | —               | —       | —       | 18     | 1      |
| Lommel      | 2011/12 | Tweede klasse      | 32     | 9    | 1      | 0     | —               | —               | —       | —       | 33     | 9      |
| Lommel      | 2012/13 | Tweede klasse      | 32     | 11   | 0      | 0     | —               | —               | —       | —       | 32     | 11     |
| Lommel      | Celkem  | Celkem             | 84     | 21   | 1      | 0     | —               | —               | —       | —       | 85     | 21     |
| Lokeren     | 2013/14 | Jupiler Pro League | 39     | 11   | 4      | 0     | —               | —               | —       | —       | 43     | 11     |
| Lokeren     | 2014/15 | Jupiler Pro League | 37     | 8    | 3      | 0     | 6               | 2               | 1       | 0       | 47     | 10     |
| Lokeren     | Celkem  | Celkem             | 76     | 19   | 7      | 0     | 6               | 2               | 1       | 0       | 90     | 21     |
| Club Brugge | 2015/16 | Jupiler Pro League | 36     | 10   | 6      | 2     | 8               | 0               | 1       | 0       | 51     | 12     |
| Club Brugge | 2016/17 | Jupiler Pro League | 39     | 9    | 2      | 1     | 6               | 0               | 1       | 0       | 48     | 10     |
| Club Brugge | 2017/18 | Jupiler Pro League | 39     | 11   | 5      | 3     | 4               | 0               | 0       | 0       | 48     | 14     |
| Club Brugge | 2018/19 | Jupiler Pro League | 40     | 14   | 1      | 0     | 8               | 2               | 1       | 1       | 50     | 17     |
| Club Brugge | 2019/20 | Jupiler Pro League | 29     | 13   | 6      | 0     | 12              | 4               | —       | —       | 47     | 17     |
| Club Brugge | 2020/21 | Jupiler Pro League | 36     | 11   | 3      | 2     | 6               | 3               | —       | —       | 45     | 16     |
| Club Brugge | 2021/22 | Jupiler Pro League | 33     | 9    | 5      | 1     | 6               | 3               | —       | —       | 44     | 13     |
| Club Brugge | Celkem  | Celkem             | 252    | 77   | 28     | 9     | 50              | 12              | 3       | 1       | 333    | 99     |
| Celkem      | Celkem  | Celkem             | 412    | 117  | 36     | 9     | 56              | 14              | 4       | 1       | 508    | 141    |

### Reprezentační
K 29. března 2022
| Belgie | Belgie | Belgie |
| Rok    | Zápasy | Góly   |
| ------ | ------ | ------ |
| 2018   | 2      | 0      |
| 2019   | 2      | 0      |
| 2020   | 4      | 0      |
| 2021   | 9      | 3      |
| 2022   | 2      | 2      |
| Celkem | 19     | 5      |

#### Reprezentační góly
Skóre a výsledky Belgie jsou vždy zapisovány jako první.
| Gól | Datum           | Místo                              | Soupeř       | Skóre | Výsledky | Soutěž                                |
| --- | --------------- | ---------------------------------- | ------------ | ----- | -------- | ------------------------------------- |
| 1.  | 30. března 2021 | Den Dreef, Lovaň, Belgie           | Bělorusko    | 2:0   | 8:0      | Kvalifikace na Mistrovství světa 2022 |
| 2.  | 30. března 2021 | Den Dreef, Lovaň, Belgie           | Bělorusko    | 8:0   | 8:0      | Kvalifikace na Mistrovství světa 2022 |
| 3.  | 2. září 2021    | A. Le Coq Arena, Tallinn, Estonsko | Estonsko     | 1:1   | 5:2      | Kvalifikace na Mistrovství světa 2022 |
| 4.  | 26. března 2022 | Aviva Stadium, Dublin, Irsko       | Irsko        | 2:1   | 2:2      | Přátelské zápasy                      |
| 5.  | 29. března 2022 | Lotto Park, Anderlecht, Belgie     | Burkina Faso | 1:0   | 3:0      | Přátelské zápasy                      |

## Ocenění

### Klubové

#### Lokeren
- Belgický pohár: 2013/14

Club Brugge
- Jupiler Pro League: 2015/16,[6] 2017/18,[6][27] 2019/20,[6] 2020/21[6][19]
- Belgický superpohár: 2016,[6] 2018[6]

### Individuální
- Belgický fotbalista roku: 2017/18,[6] 2018/19[6][28]
- Nejlepší hráč Jupiler Pro League: 2018, 2019[28][29]